# Forças Armadas Polonesas no Oriente

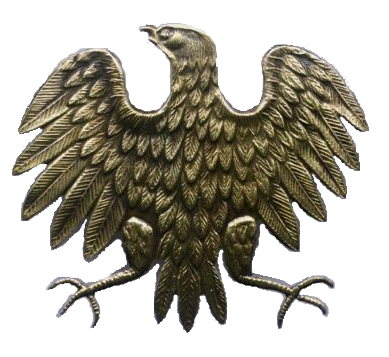
A "Águia Piast" usada pelas Forças Armadas Polonesas no Oriente, 1943–1945

As Forças Armadas polonesas no Oriente (em polonês/polaco:  Polskie Siły Zbrojne na Wschodzie), também chamado de Exército Polonês na URSS, foram as forças militares polonesas estabelecidas na União Soviética durante a Segunda Guerra Mundial.
Dois exércitos foram formados separadamente e em momentos diferentes. O Exército de Anders, criado na segunda metade de 1941, era leal ao governo polonês no exílio. Após a Operação Barbarossa e o consequente Tratado Sikorski-Mayski, foi declarada uma anistia para os cidadãos poloneses na União Soviética, o que possibilitou a formação de unidades militares polonesas.  Em 1942, o Exército de Anders foi evacuado para o Irã e transferido para o comando dos Aliados Ocidentais. Tornou-se conhecido como o II Corpo Polonês e lutou contra as forças alemãs nazistas na Campanha da Itália, incluindo a Batalha de Monte Cassino.
Dos poloneses que permaneceram na União Soviética, a 1ª Divisão de Infantaria polonesa Tadeusz Kościuszko foi formada em maio de 1943. Foi ampliado e reorganizado no Primeiro Exército Polonês (Exército de Berling) e no Segundo Exército Polonês. Juntos, eles constituíram o Exército do Povo Polonês (Ludowe Wojsko Polskie, LWP); lutou na Frente Oriental sob o comando soviético até a Batalha de Berlim.  Como outras instituições polonesas lideradas pelos comunistas, o Exército Popular operou em oposição ao governo polonês no exílio.
Após a guerra, o Exército do Povo Polonês tornou-se o exército da Polônia comunista.

## Exército de Anders: 1941–1942

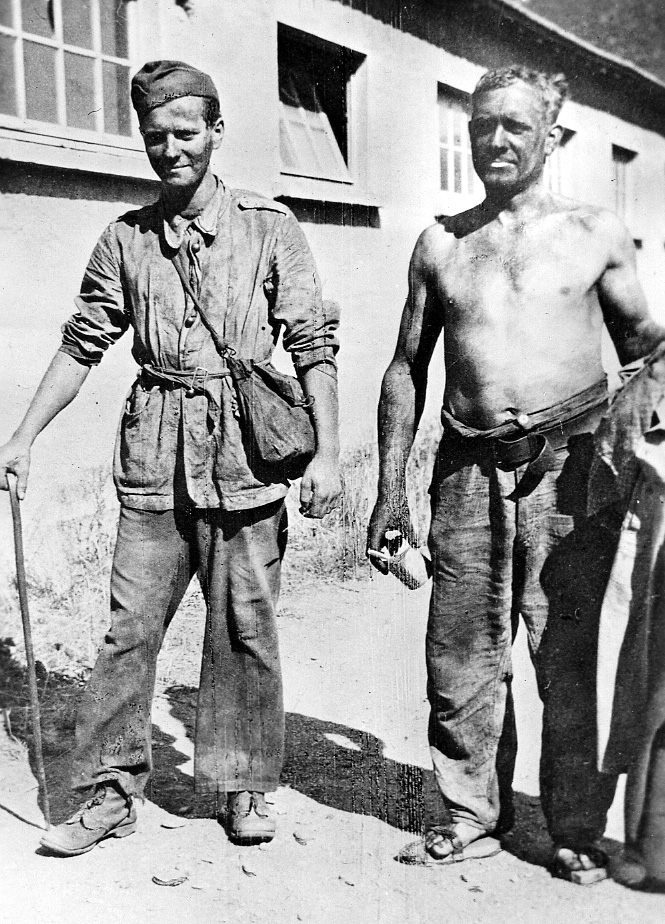
Voluntários poloneses do exército de Władysław Anders, libertados de um campo de prisioneiros de guerra soviético

No início da invasão soviética da Polônia (17 de setembro de 1939), os soviéticos declararam que o estado e o governo poloneses - como resultado da invasão alemã da Polônia iniciada em 1º de setembro de 1939 - não existiam mais e proclamaram qualquer tratado ou diploma diplomático. as relações entre a União Soviética e a Polônia são inválidas.  As relações diplomáticas foram restabelecidas em 1941 após a invasão alemã da União Soviética, quando o governo britânico se aliou à União Soviética atacada e pressionou o governo polonês a agir de acordo. Consequentemente, o acordo militar de 14 de agosto e o Tratado Sikorski-Mayski de 17 de agosto, entre o governo polonês no exílio e o governo soviético, foram assinados; Joseph Stalin concordou em revogar os aspectos relacionados à Polônia do Pacto Molotov-Ribbentrop.  Como uma anistia para os cidadãos poloneses na União Soviética foi negociada, dezenas de milhares de prisioneiros de guerra poloneses mantidos em campos soviéticos, bem como centenas de milhares de cidadãos poloneses que haviam sido deportados para a URSS, foram libertados.
O primeiro-ministro polonês, general Władysław Sikorski, nomeou o general Władysław Anders - um dos oficiais poloneses mantidos cativos na União Soviética - como comandante de um novo exército polonês que imediatamente começou a ser formado na URSS com o objetivo de lutar contra os alemães ao lado o Exército Vermelho Soviético.
A nova formação ficou conhecida como Exército de Anders e começou a se organizar na área de Buzuluk, recrutando prisioneiros de guerra poloneses nos campos do NKVD. Até o final de 1941, 25.000 soldados (incluindo 1.000 oficiais) foram recrutados, formando três divisões de infantaria : a 5ª, 6ª e 7ª. Na primavera de 1942, a força foi transferida para a área de Tasquente. As 8ª e 9ª divisões também foram formadas naquele ano (divisões numeradas de 5 a 9 existiam tanto no Exército de Anders quanto no Primeiro (1,2,3,4,6) e Segundo Exércitos de Berling (5,7,8,9,10).
Na segunda parte de 1942, durante a ofensiva alemã no Cáucaso (a parte mais notável da qual foi a Batalha de Stalingrado), Stalin concordou com a transferência das formações polonesas para a frente do Oriente Médio. O Exército de Anders passou pelo Corredor Persa para Pahlavi, Irã. Cerca de 77.000 combatentes e 41.000 civis – cidadãos poloneses – deixaram a URSS. O Exército de Anders passou assim do controle soviético para o do governo britânico e juntou-se às Forças Armadas Polonesas no Ocidente, formando a maior parte do que se tornaria o Segundo Corpo Polonês.

## Exército de Berling: 1943-1945

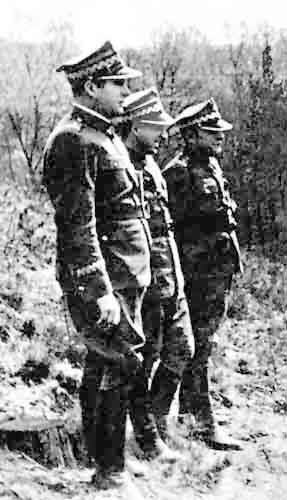
Generais Karol Świerczewski (frente), Marian Spychalski e Michał Rola-Żymierski

Soldados do Segundo Exército Polonês na área do rio Lusatian Neisse depois de vadeá-lo em abril de 1945

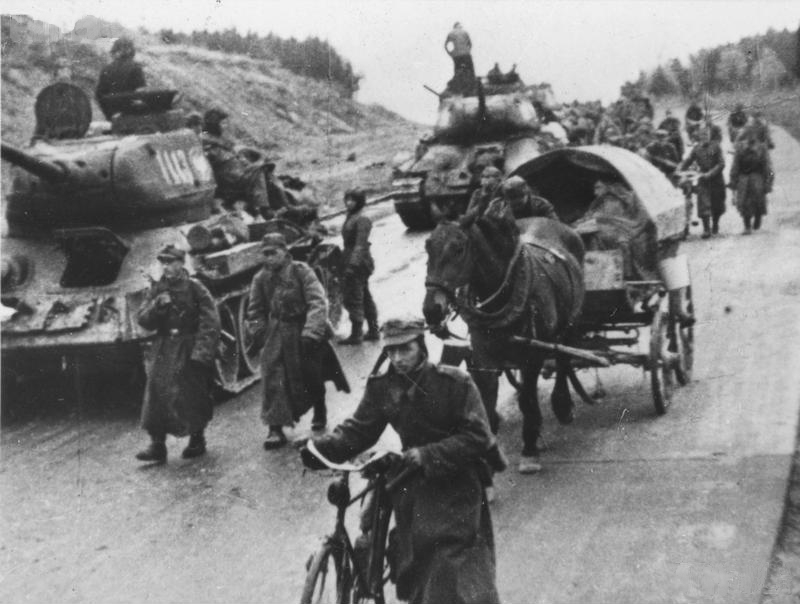
Tanques do exército polonês indo para Berlim em 1945.

Depois que o Exército de Anders deixou o território controlado pelos soviéticos, as relações soviético-polonesas se deterioraram e os soviéticos decidiram assumir um controle muito maior sobre o potencial militar polonês remanescente na URSS. As atividades de organizações e pessoas leais ao governo polonês no exílio, particularmente a embaixada polonesa em Moscou, foram restringidas e seus bens confiscados. As relações diplomáticas entre a União Soviética e o governo polonês foram suspensas pelo lado soviético quando a notícia do massacre de Katyn surgiu em 1943.
Em junho de 1943, a União dos Patriotas Poloneses (ZPP) foi fundada em Moscou. O ZPP era uma organização de massa, liderada pelos comunistas para os cidadãos poloneses. Conduziu atividades políticas e organizou programas de bem-estar social e assistência em grande escala para as comunidades polonesas na União Soviética. O ZPP era liderado pela comunista polonesa pró-soviética Wanda Wasilewska.
Ao mesmo tempo, devido aos esforços de Wasilewska e Zygmunt Berling, um novo exército foi estabelecido - o Exército do Povo Polonês (Ludowe Wojsko Polskie, LWP). Sua primeira unidade, a 1ª Divisão de Infantaria polonesa Tadeusz Kościuszko (1 Dywizja Piechoty im. Tadeusza Kościuszki), foi criado no verão de 1943, atingindo a prontidão operacional em junho/julho. Em agosto, a divisão foi ampliada para um corpo, tornando-se o 1º Corpo Polonês. Foi colocado sob o comando do General Berling; outros comandantes notáveis incluíram o general Karol Świerczewski e o coronel Włodzimierz Sokorski. A divisão com seus elementos de apoio foi enviada para a Frente Oriental em setembro de 1943 e seu primeiro grande confronto foi a Batalha de Lenino. Em março de 1944, o corpo havia sido fortalecido com o aumento do apoio blindado e mecânico e contava com mais de 30.000 soldados. Em meados de março de 1944, o corpo foi reorganizado no Primeiro Exército Polonês.
As unidades subsequentes do exército polonês criadas pelos soviéticos na Frente Oriental incluíram o Segundo (1945) e o Terceiro Exércitos Poloneses (o último foi rapidamente fundido com o Segundo devido a problemas de recrutamento); as formações menores incluíam 10 divisões de infantaria (numeradas do 1º ao 10º) e 5 brigadas blindadas. Os planos para uma Frente Polonesa foram considerados, mas abandonados, e o Primeiro Exército Polonês foi integrado à 1ª Frente Bielorrussa.
Essas formações eram lideradas por comandantes soviéticos e combatiam sob o comando geral soviético (o Segundo Exército, por exemplo, era liderado pelo general soviético e polonês Stanislav Poplavsky). Houve uma escassez de oficiais poloneses (a maioria foi morta em Katyn ou partiu com o Exército de Anders) e no Primeiro Exército Polonês e no Segundo Exército aproximadamente 40% dos oficiais e engenheiros eram soviéticos. Oficiais políticos especiais, compostos quase exclusivamente por soviéticos, supervisionavam os soldados poloneses. Os soviéticos também criaram a polícia militar política, que mais tarde se tornou a Diretoria Principal de Informações do Exército Polonês (Główny Zarząd Informacji Wojska Polskiego). 
O Primeiro Exército entrou na Polônia vindo do território soviético no verão de 1944, na ala direita da Ofensiva Lviv-Sandomir, lutando nas batalhas durante a travessia soviética do rio Vístula ao redor de Dęblin e Puławy.  Em setembro de 1944, unidades do Primeiro Exército estiveram envolvidas em combates intensos durante os últimos estágios da Revolta de Varsóvia, depois de cruzar o Vístula após a captura do distrito de Praga, no leste de Varsóvia, mas sofreram pesadas perdas.
Depois de finalmente assumir o controle de Varsóvia em janeiro de 1945, o Primeiro Exército participou da Ofensiva no Vistula–Oder. Posteriormente, lutou na Pomerânia, rompendo a linha fortificada da Muralha da Pomerânia (Pommernstellung) e capturando a Fortaleza Kolberg, uma cidade fortemente fortificada, em março. Em abril-maio de 1945, o Primeiro Exército participou da invasão soviética da Alemanha e da captura final de Berlim.
O Segundo Exército alcançou a prontidão operacional em janeiro de 1945. Durante a invasão soviética da Alemanha sofreu perdas muito pesadas na Batalha de Bautzen. Posteriormente participou da Ofensiva de Praga, que foi a última grande operação soviética da Segunda Guerra Mundial na Europa.

## Primeiro Exército Polonês (Exército de Berling)
Organização a partir de 1º de maio de 1945:
- 1ª Divisão de Infantaria (Tadeusz Kościuszko)
- 2ª Divisão de Infantaria (Jan Henryk Dąbrowski)
- 3ª Divisão de Infantaria (Romuald Traugutt)
- 4ª Divisão de Infantaria (Jan Kiliński)
- 6ª Divisão de Infantaria – 6ª Divisão de Pomerânia Aérea do pós-guerra
- 1ª Brigada Blindada (Heróis de Westerplatte) – muitas vezes separados e operando de forma independente
- 1ª Brigada de Cavalaria
- 1ª Brigada de Artilharia do Exército (Józef Bem)
- 2ª Brigada de Artilharia Howitzer
- 3ª Brigada de Artilharia do Exército
- 5ª Brigada de Artilharia Pesada
- 1ª Divisão de Artilharia Antiaérea
- 4ª Brigada de Artilharia Antitanque
- 1ª Brigada de Sapadores
- 2ª Brigada de Sapadores
- 1ª Brigada Morteiro (anexada da Reserva do Alto Comando)

## Segundo Exército Polonês
Formações a partir de 1º de maio de 1945:
- Segundo Quartel General do Exército
- 5ª Divisão de Infantaria (Saxônica)
- 7ª Divisão de Infantaria - pós-guerra 2ª Guerra Divisão Mecanizada
- 8ª Divisão de Infantaria (8ª Divisão de Infantaria de Dresden / Wojciech Bartosz Głowacki)
- 9ª Divisão de Infantaria - pós-guerra 9ª Divisão Mecanizada.
- 10ª Divisão de Infantaria - pós-guerra 10ª Divisão Blindada
- 2ª Divisão de Artilharia
  - 6ª Brigada de Artilharia Ligeira
  - 7ª Brigada de Artilharia de Obuses
  - 8ª Brigada de Artilharia Pesada
- 3ª Divisão de Artilharia Antiaérea
- 9ª Brigada Antitanque
- 14ª Brigada Antitanque
- 3º Regimento de Morteiros
- 1º Corpo de Tanques (1º Corpo Blindado de Dresden)
- 16ª Brigada de Tanques
- 5º Regimento de Tanques Pesados (IS-II)
- 28º Regimento de Artilharia Blindada (canhões autopropulsados)
- 4ª Brigada de Sapadores